# Punktlista
Punktlista, även punktuppställning, är ett sätt att förtydliga skriven text. Den innebär att texten – istället för att löpa i hela rader, med mening på mening – delas upp i mindre stycken. Stycken inleds för tydlighets skull i regel av en listpunkt eller liknande markering (tankstreck eller asterisk). Man kan även använda siffror eller bokstäver.

## Användning
En punktlista används 
- när man vill lyfta fram en viss information
- när en uppräkning gör att en mening blir alldeles för lång och otymplig
- när man vill förklara och reda ut ett komplicerat sammanhang.

"Punkterna" i en punktlista kan se ut på olika sätt. Här är några av de vanligaste:
```
* exempel

- exempel

– exempel

— exempel

*
 exempel

1. exempel

a) exempel
```

Punktlistor skrivs ofta med indrag. Det är också standard i de listor som genereras i många ordbehandlingsprogram
Man kan använda olika sorters "punkter" för att skilja på olika nivåer i en lista. Exempelvis kan man använda siffror för huvudnivå och gemena bokstäver för underliggande nivå. En underliggande nivå i listan kan också markeras genom indrag.
Om texten i listan endast består av enstaka ord eller halva meningar, inleds listan i regel med gemener och saknar avslutande punktering. Om listan är en uppräkning, avslutas den föregående meningen ofta med kolon, och då listas de uppräknade styckena med inledande gemen – om det inte rör sig om namn eller fullständiga meningar. Om texten i punktlistan består av fullständiga meningar, används vanlig meningstypografi med inledande versal och avslutande punktering. Ju mer självständiga den föregående satsen och leden i listan är i förhållande till varandra, desto mer naturligt är det med vanlig meningsbyggnad och standardpunktering.
Reglerna för punktlistor ser snarlika ut på många språk.

## Fotnoter och kommentarer
En ren nummerlista har siffror (eller bokstäver) där punktlistan har punkter. Det används till exempel i en fotnotsförteckning, där varje listnummer har sin motsvarighet i texten som ska källbeläggas. Om texten både har lista med källnoter och en lista med kommentarnoter, används ofta siffror för att numrera källnoterna och bokstäver i alfabetisk ordning för att "numrera" kommentarerna. En nummerlista med källnoter eller kommentarnoter har i regel indrag.

## Källhänvisningar
1. 1 2 3 4 5  Svenska skrivregler, 2008. s. 30–32.
2. ↑  "Punktoppstilling". Sprakradet.no. Läst 27 december 2014. (bokmål)